# بوبز إن سول
بوبز إن سول، هو برنامج موسيقي كوري جنوبي، يبث منذ عام 1998، يقدم موسيقى البوب الكوري على مدي السنوات الماضية كان أكثر البرامج الموسيقية شعبية على قناة أريرانغ. العرض هو فيديو مقتضب يقدم حاليا الموسيقى بإضافة إلى الأخبار حول الثقافة الكي بوب  سابقا استضاف دانييل من فرقة DMTN والذي كان مقبوض عليه في فضيحة مخدر، وطرد من القناة كرئيس تشريفات في 13 مارس، 2013 وحل رسميا مكانه بنيل من فرقة بي تو بي. في 18 أغسطس ، 2013، هيليم من فرقة وندر غيرلز ظهرت لأول مرة كمستضيفة جديدة.
وفي 13 أبريل ، 2015، العرض من تقديم، إيدي عضو فرقة جاي جاي سي سي . 

## وصلات خارجية
- الموقع الرسمي لقناة أريرانغ